# Zhang Xizhe
Dans ce nom chinois, le nom de famille, Zhang, précède le nom personnel.
Zhang Xizhe (en mandarin : 张稀哲), né le 23 janvier 1991, est un footballeur chinois évoluant au poste de milieu offensif.

## Biographie
Zhang joue son premier match avec la Chine le 29 mars 2011 contre le Costa Rica.
Il marque ses deux buts avec la Chine respectivement le 6 septembre 2013 contre Singapour et le 5 mars 2014 contre l'Irak.
Zhang Xizhe à Wolfsburg.
Zhang Xizhe, qui fait partie de l'équipe de Chine dirigée par Alain Perrin, débarque en Europe. Le milieu offensif de 23 ans (1,80 m) rejoint Wolfsburg (Bundesliga). Il a paraphé un bail de deux ans avec les Loups, qui sont actuellement deuxièmes du championnat d'Allemagne. En 115 matches de Super league chinoise avec le Beijing Guoan, il a totalisé 24 buts et 29 passes décisives.